# Плоска (Вижницький район)
Пло́ска — село у Селятинській сільській громаді Вижницького району Чернівецькій області України. Населення становить 827 осіб.
Неподалік від села розташований лісовий заказник «Боргиня».

## Населення

### Мова
Розподіл населення за рідною мовою за даними перепису 2001 року:
| Мова       | Кількість | Відсоток |
| ---------- | --------- | -------- |
| українська | 825       | 99.76%   |
| російська  | 2         | 0.24%    |
| Усього     | 827       | 100%     |

## Символіка
Герб села Плоска затверджено рішенням сільської ради № 348-31/09 від 21 травня 2009 року. Автор проєкту — Т. Ковальчук. У синьому полі на вигнутому зеленому підніжжі золота дерев'яна тризрубна церква, під нею золотий буковий горіх.
На гербі зображена стародавня церква, що реально існувала на горі Плоска, буковий горіх підкреслює приналежність до Буковини.

## Село в мистецтві
У селі був знятий радянський український музичний фільм 1975 року — «Пісня завжди з нами».

## Уродженці села
- Гурепко Микола Михайлович — український прозаїк, журналіст, фольклорист;
- Масан Олександр Миколайович (*21.06.1957, с. Плоска Путильського району) — український вчений. Кандидат історичних наук. Закінчив історичний факультет Чернівецького дуржуніверситету (1980), аспірантуру Московського університету ім. М. Ломоносова (1985);
- Потарайко Сергій Дмитрович (*30 січня 1984 р—15 липня 2016 р)  — розвідник служби безпеки «Адора», 8-й окремий гірсько-піхотний батальйон (10-а окрема гірсько-штурмова бригада) Збройних Сил України. Загинув 15 липня 2016 року під Мар’їнкою під час виконання розвідувального завдання;
- Ревуцький Михайло Олександрович (*13 грудня 1925) — журналіст, публіцист, краєзнавець, фольклорист, член Національної спілки журналістів України. Почесний громадянин с. Плоска.

## Світлини

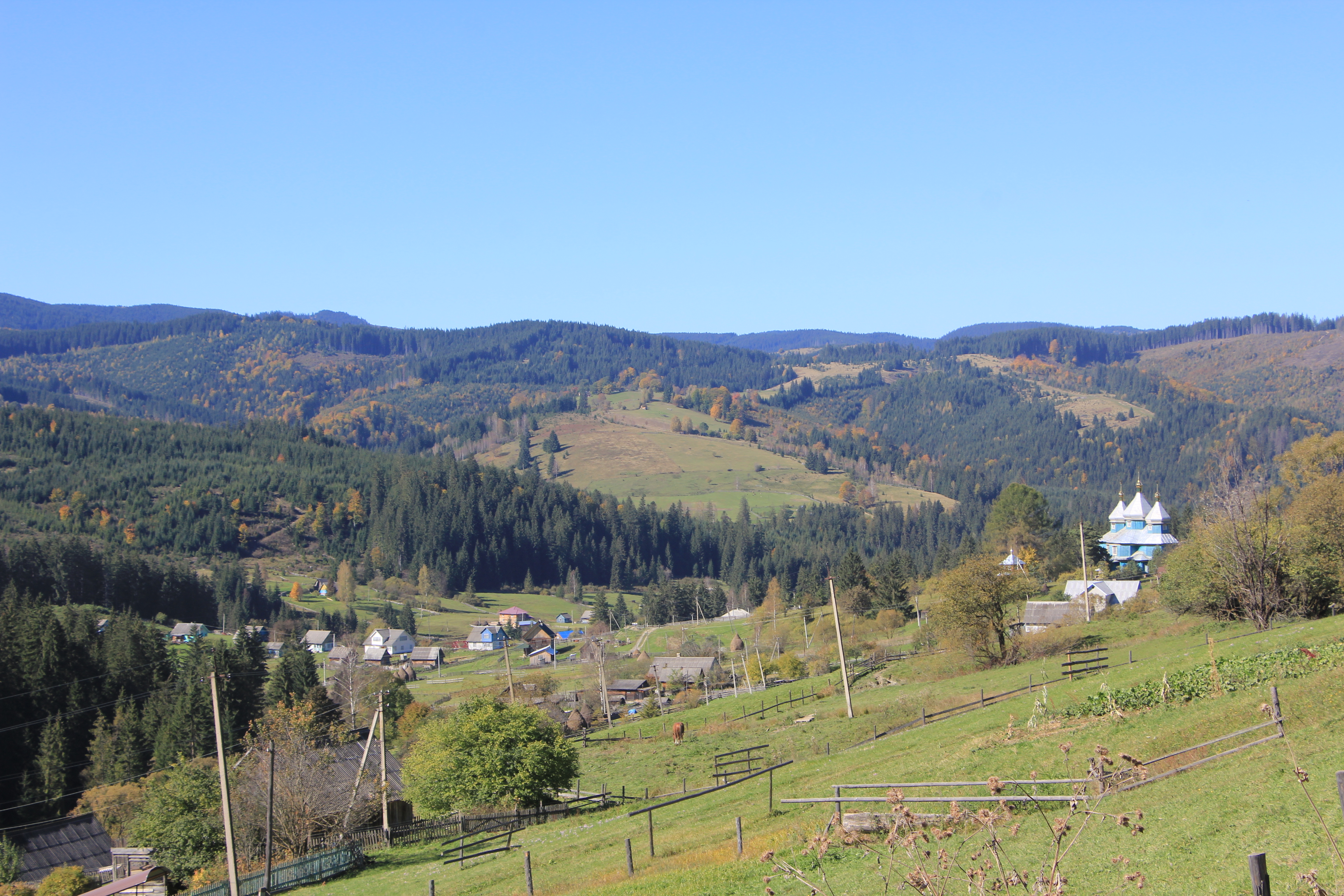
Вид на церкву Свв. Ап. Петра і Павла 1877р.
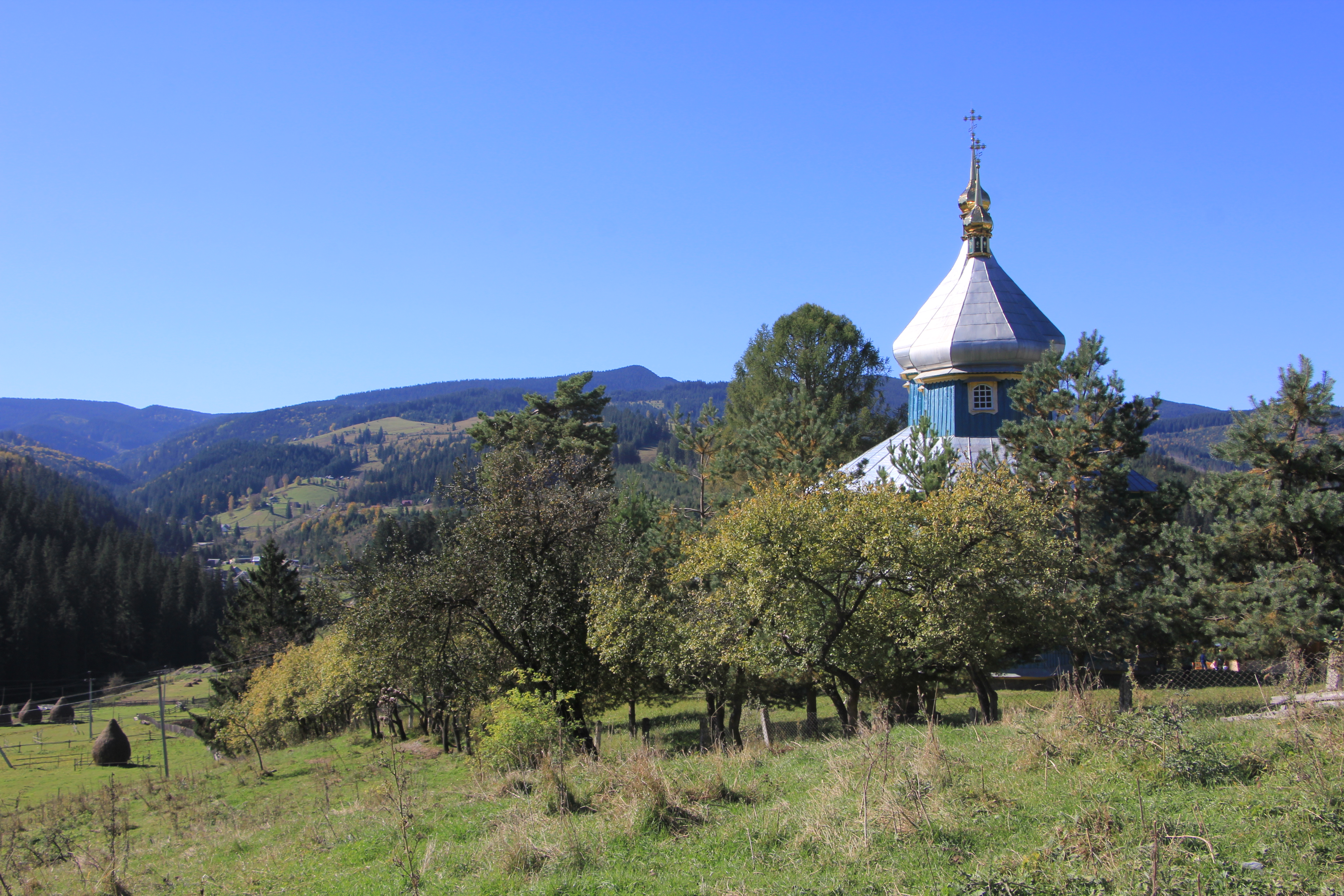
Дерев'яна церква Свв. Ап. Петра і Павла 1877р.
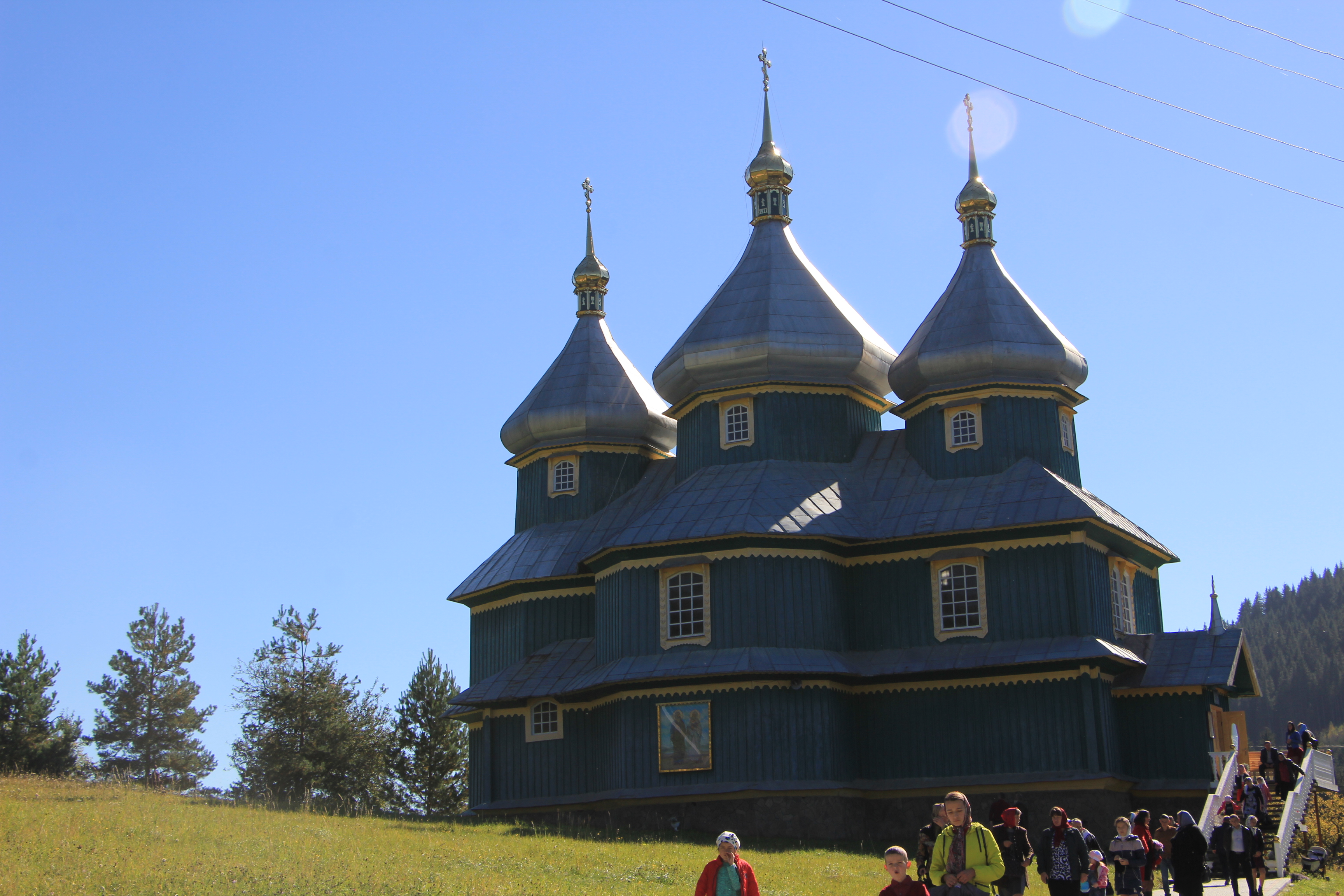
Дерев'яна церква Свв. Ап. Петра і Павла 1877р.
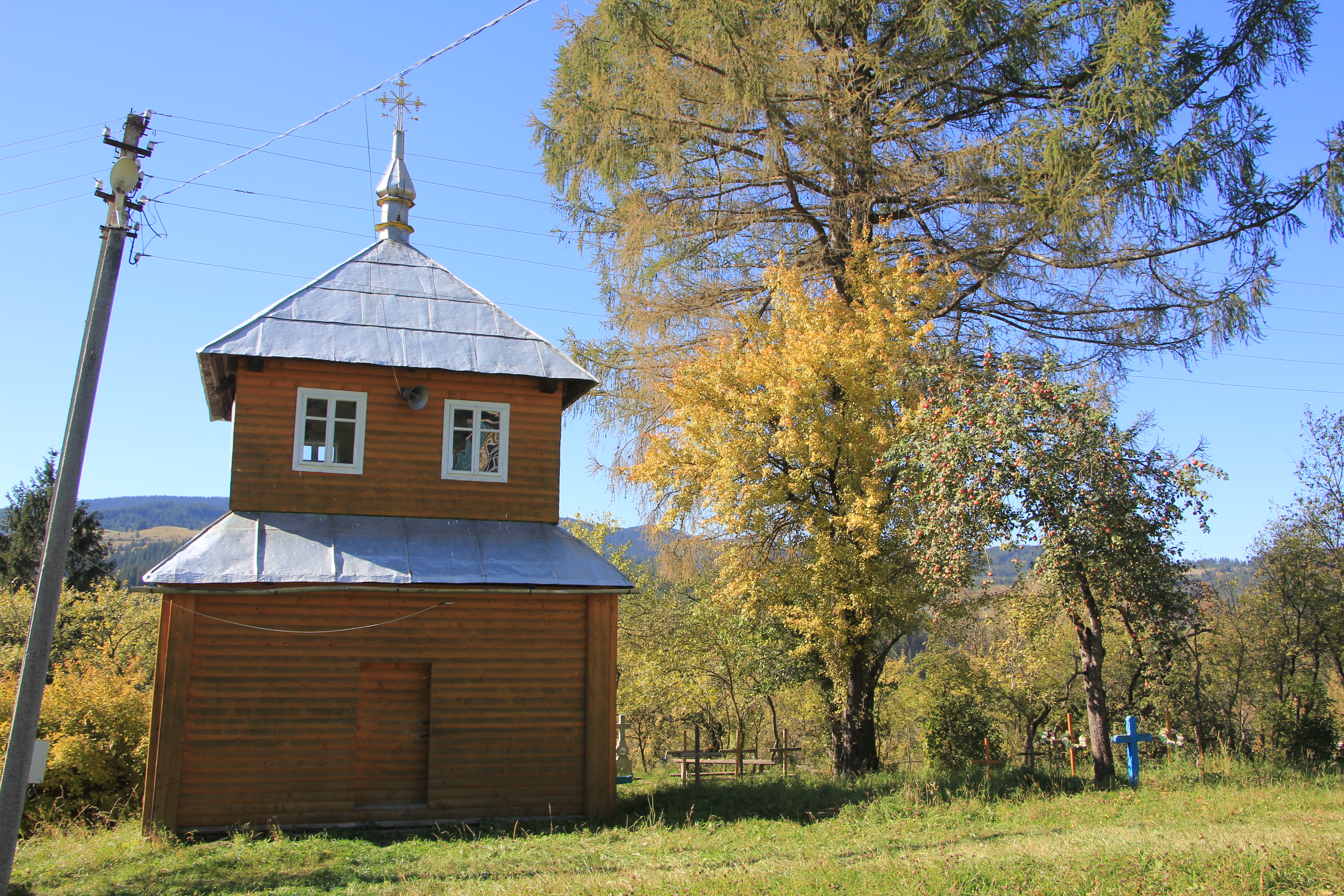
Дерев'яна церква Свв. Ап. Петра і Павла 1877р. Дзвіниця